# Стратегія win-win
Стратегія "Win-Win" (укр. "Виграш-виграш") - це стратегія перемовин, запобігання та/або вирішення конфліктів (спорів), за якої усі учасники конфлікту (спору) отримують вигоду. Мета цієї стратегії полягає у тому, щоб знайти рішення, яке задовольняє інтереси всіх учасників, що відрізняє її від компромісу. На основі цієї стратегії будується процедура медіації . 

### Суть
Підхід стратегії "Win-Win" спрямований на врахування та задоволення потреб та інтересів усіх учасників ситуації, що потрібно вирішити. Існують й інші переговорні моделі.  

## Основні ідеї Win-Win стратегії
- Співпраця у пошуку рішення
- Фокус на інтересах та потребах, а не на позиціях
- Гнучкість у пошуку варіантів рішень
- Довгострокова вигода.

Завжди шукайте win-win варіант. Щоб вигоди і блага від ваших домовленостей були виявлені, артикульовані й очевидні обом сторонам.

## Переваги стратегії Win-Win стратегії
- Вигода для всіх сторін. Сторони напрацьовують варіанти вирішення ситуації, поки не дійдуть згоди у справедливому та взаємоприйнятному рішенні. Тут немає переможених, обидві сторони задоволенні результатом.
- Довгострокові та надійні рішення. Рішення, прийняті за цією стратегією, не є тимчасовими та/або вимушеними. Вони враховують інтереси та потреби усіх учасників, а тому значно зменшують ймовірність невиконання чи перегляду домовленостей та/або повторення конфлікту.
- Підвищує ефективність комунікації. Стратегія "Win-Win" економить час та ресурси, адже відсутність протистояння, боротьби та конкуренції сприяє швидкому пошуку оптимального рішення.
- Усуває напругу та стрес. Кожна сторона знає та розуміє, що її потреби та інтереси будуть враховані, а тому процес прийняття рішення та вирішення конфліктної ситуації є комфортним для усіх учасників.

## Застосування Win-Win стратегії
Стратегія "Win-Win" може бути застосована як у медіації та традиційних переговорах, так і в повсякденному житті. Однак кожна із цих сфер характеризується деякими відмінностями та ризиками. 

### Переговори
У переговорах ця стратегія має великий потенціал, коли вони ведуться між сторонами, які готові співпрацювати та прагнуть досягти взаємоприйнятного, взаємовигідного результату. Однак, у переговорах більш ймовірні ситуації, коли:
1. Одна сторона більш зосереджена на досягненні максимально вигідних умов лише для себе.
2. Одна із сторін має більш розвинені навички переконання чи маніпулювання, що призводить до нерівності сил у переговорах.

У цих випадках може виникнути напруга, стрес та потреба у компромісах. Стратегія "Win-Win" у переговорах, зазвичай, застосовується, коли учасники не мають принципових позицій, готові до конструктивного діалогу та врахування інтересів іншої сторони. 

### Медіація
У медіації стратегія "Win-Win" має значно більшу імовірність застосування. Це зумовлено тим, що сама процедура медіації грунтується на співпраці та пошуку рішення, яке задовольняє потреби та інтереси обох сторін. На відміну від переговорів, медіація є структурованою процедурою за участі нейтральної, неупередженої та незалежної особи (медіатора), яка створює умови для конструктивного та ефективного діалогу, зокрема, забезпечуючи баланс сил учасників процедури.

### У повсякденному житті
Хоча стратегія "Win-Win" ("Виграш-виграш") спрямована на досягнення взаємовигідного результату, у повсякденному житті можуть виникнути труднощі із її застосуванням, зокрема через відсутність або нерівність необхідних комунікаційних навичок у співрозмовників, складність у визначенні справжніх інтересів та потреб тощо.
1. 1 2  Медіація в Україні, закон про медіацію, ЗУ. Mediation Help (укр.). Процитовано 17 лютого 2025.
2. ↑  Стратегія переговорів win-win. Менеджмент@БЛОГ (укр.). 23 вересня 2020. Процитовано 17 лютого 2025.
3. ↑  Корисна інформація — Український центр медіації [kmbs]. ukrmediation.com.ua. Процитовано 17 лютого 2025.
4. ↑  Білик, Т.; Гаврилюк, Р.; Городиський, І.; Крестовська, Н.; Романадзе, Л. Медіація у професійній діяльності юриста (укр.). Одеса: Екологія. с. 456.